# HMS Ocean (1898)
El HMS Ocean fue un acorazado pre-dreadnought de la Marina Real Británica y miembro de la clase Canopus. Destinados al servicio en Asia, el Ocean y sus buques gemelos eran más pequeños y rápidos que los acorazados anteriores de la clase Majestic, pero conservaban la misma batería de cuatro cañones de 12 pulgadas (305 mm). También llevaba un blindaje de menor grosor, pero incorporaba el nuevo blindaje Krupp, que era más efectivo que el blindaje Harvey utilizado en la clase Majestic. El Ocean fue puesto en quilla en diciembre de 1897, botado en julio de 1898 y puesto en servicio en la Royal Navy en febrero de 1900.
Entró en servicio con la Flota del Mediterráneo hasta enero de 1901, cuando fue transferido a la Estación de China. El Ocean fue retirado de la zona asiática en 1905 para servir con la Flota del Canal tras de un período de reserva. Desde 1908 hasta principios de 1910, fue asignado de nuevo a la Flota del Mediterráneo. Fue asignado a la Home Fleet en 1910 y vio poca actividad hasta el estallido de la Primera Guerra Mundial en agosto de 1914. Al comienzo del conflicto, fue asignado al 8.º Escuadrón de Batalla y fue destinado a Irlanda para apoyar a un escuadrón de cruceros, pero en octubre fue transferido a la Estación de las Indias Orientales para proteger los convoyes de tropas de la India.
A finales de 1914, el Ocean participó en un ataque a Basora antes de ser transferido a Egipto para defender el Canal de Suez. En febrero de 1915, fue reasignado a la Campaña de los Dardanelos, y participó en varios ataques a las fortificaciones otomanas que defendían los Dardanelos. El 18 de marzo, intentó recuperar el acorazado Irresistible después de que este último hubiera sido gravemente dañado por una mina en la bahía de Erenköy, pero tuvo que abandonar sus esfuerzos de salvamento debido al intenso fuego otomano. En su lugar, evacuó a la tripulación superviviente del Irresistible, pero en su empeño chocó contra una mina mientras se dirigía a mar abierto. Gravemente dañado, su tripulación y los supervivientes del Irresistible fueron recogidos por otros destructores y el Ocean se hundió en la bahía de Morto.

## Características técnicas

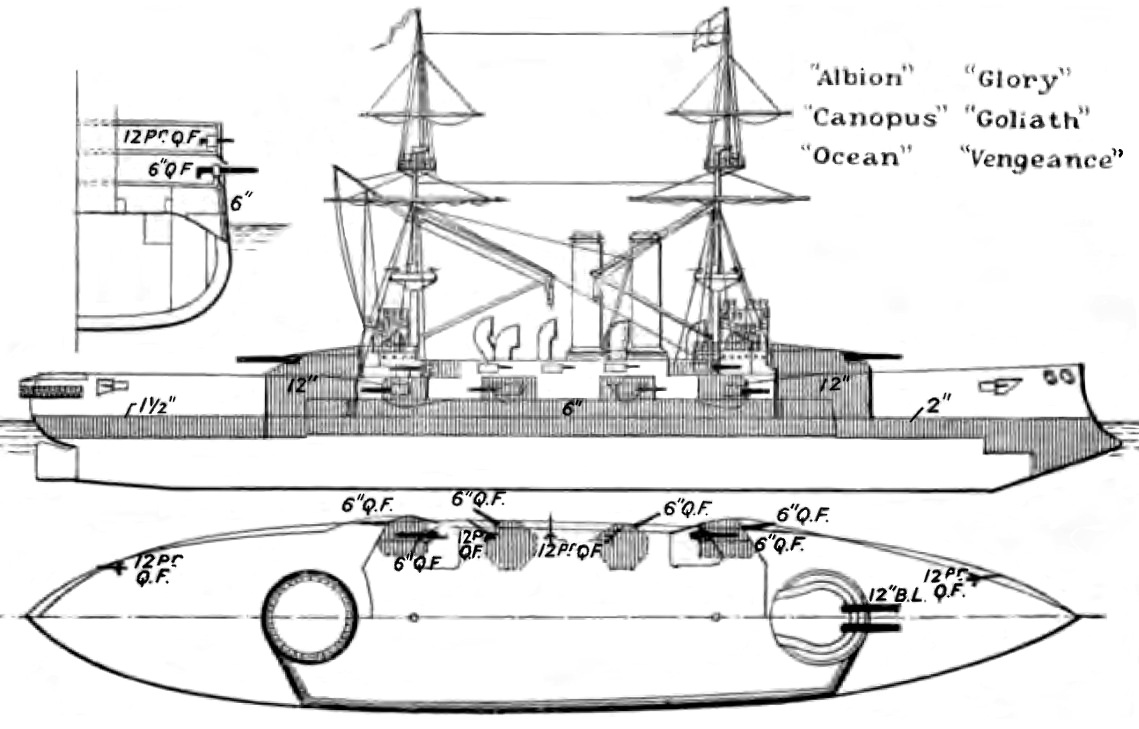
Plano simplificado con expresión del armamento de la clase Canopus en 1906

### Dimensiones y tripulación
El Ocean y sus cinco buques gemelos fueron diseñados para el servicio en el Asia Oriental, donde la nueva potencia en ascenso Japón estaba comenzando a construir una poderosa armada, aunque este papel fue rápidamente redundante por la Alianza anglo-japonesa de 1902. Los barcos fueron diseñados para ser más pequeños, ligeros y rápidos que sus predecesores, los acorazados de la clase Majestic.
El Ocean tenía 128,5 m (421 pies y 6 pulgadas) de eslora, con una manga de 22,6 m (74 pies) y un calado de 7,90 m (26 pies). Desplazaba 13 360 t (13 150 toneladas largas) normalmente y 14 500 t (14 300 toneladas largas) a plena carga. Su tripulación contaba con 682 hombres, entre oficiales y marineros.

### Propulsión
Los barcos de la clase Canopus estaban propulsados por un par de motores de triple expansión de 3 cilindros, con vapor proporcionado por veinte calderas Belleville. Fueron los primeros acorazados británicos con calderas de tubos de agua, que generaban más energía a un menor costo en peso en comparación con las calderas pirotubulares utilizadas en los barcos anteriores. Las nuevas calderas condujeron a la adopción de embudos de proa y popa, en lugar de la disposición de costado a costado utilizados en muchos acorazados británicos anteriores.
Los buques de la clases Canopus demostraron ser rápidos buques de vapor, con una mayor velocidad punta que la de sus rivales. La propulsión estaba proporcionada por veinte calderas de tubo de agua a vapor Belleville asociadas a dos motores de triple expansión de 3 cilindros que le proporcionaban 13 500 HP indicados y una velocidad de 18 nudos como máximo (33 km/h; 21 mph), dos nudos más que la clase Majestic.

### Armamento
El Ocean tenía una batería principal de cuatro cañones de calibre 35 de 12 pulgadas (305 mm) montados en torretas gemelas a proa y popa; estos cañones estaban montados en barbetas circulares que permitían una carga completa, aunque a una altura fija. El buque también portaba una batería secundaria de doce cañones de calibre 40 de 6 pulgadas (152 mm) montados en casamatas, además de diez cañones de 12 libras y seis cañones de 3 libras para la defensa contra torpederos. Como era habitual en los acorazados de la época, también estaba equipado con cuatro tubos lanzatorpedos de 18 pulgadas (457 mm) sumergidos en el casco, dos en cada costado cerca de la barbetas de proa y popa.

### Blindaje

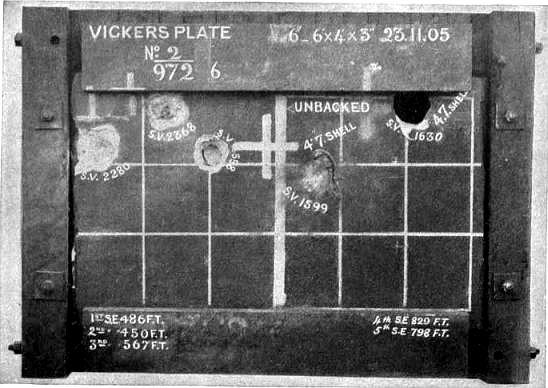
Blindaje de acero Krupp en pruebas de fuego, c. 1911

Para ahorrar peso, el Ocean llevaba menos blindaje que la clase Majestic, 6 pulgadas (152 mm) en el cinturón en comparación con 9 pulgadas (229 mm) de la clase Majestic, aunque el cambio del blindaje Harvey en los Majestic al blindaje Krupp en el Ocean significó que la pérdida de protección no fue tan grande como podría parecer, ya que el acero Krupp tenía un mayor valor protector a igual peso que su equivalente Harvey. Del mismo modo, el resto del blindaje utilizado para proteger la nave también podría tener menor espesor. Los mamparos transversales en cada extremo de la cinta tenían de 6 a 10 pulgadas (152 a 254 mm) de espesor. Las torretas de la batería principal eran de 10 pulgadas (254 mm) de grosor, sobre barbetas de 12 pulgadas (305 mm), y la batería de casamata estaba protegida con 6 pulgadas (152 mm) de acero Krupp. Su torre de mando también tenía 12 pulgadas de espesor. Estaba equipado con dos cubiertas blindadas, de 1 y 2 pulgadas (25 y 51 mm) de espesor, respectivamente.

## Historial

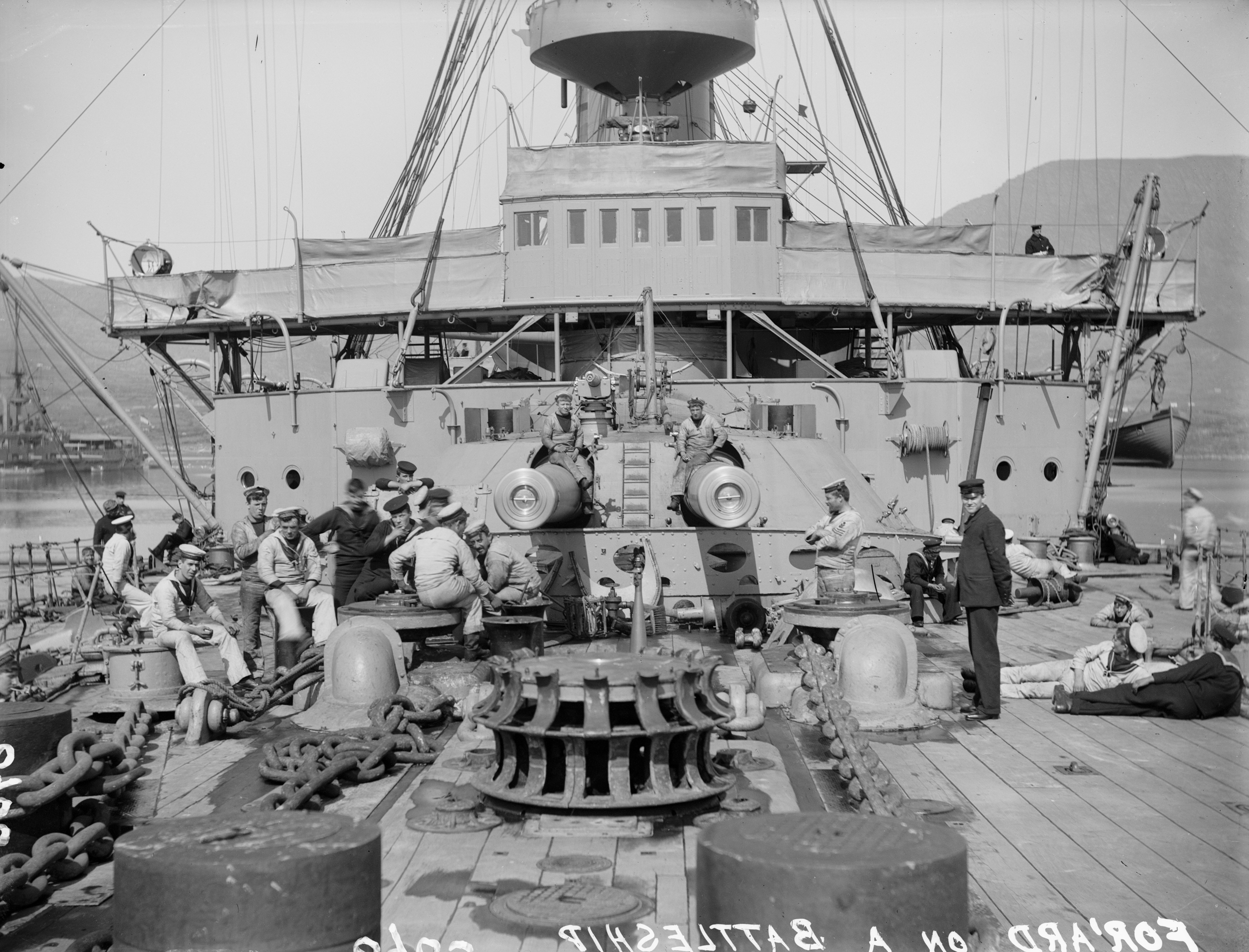
Tripulación en la cubierta de popa de un buque la clase Canopus, c. 1905

### Antes de la Primera Guerra Mundial
El HMS Ocean fue puesto en quilla en el astillero de Devonport el 15 de diciembre de 1897, y fue el primer gran buque blindado construido en Devonport. Fue botado el 5 de julio de 1898, cuando fue bautizado por la Princesa Luisa, en presencia de los Lores del Almirantazgo. Completado a principios de 1900, el Ocean fue comisionado en Devonport el 20 de febrero de 1900 por el capitán Assheton Curzon-Howe para el servicio con la Flota del Mediterráneo. Después de una prueba de puesta en servicio, salió de Devonport el 13 de marzo, y llegó a Gibraltar cuatro días después, donde relevó al Hood. Sirvió en la Flota del Mediterráneo hasta enero de 1901, cuando fue transferido a la Estación de China en respuesta al Levantamiento de los bóxers. El capitán Richard William White fue nombrado al mando a finales de agosto de 1901. Al año siguiente se informó que visitó Port Lazaref (en la península de Corea) en octubre de 1902, pero sufrió daños en un tifón, y luego se sometió a un reacondicionamiento que duró hasta 1903.
Cuando el Reino Unido y Japón ratificaron un tratado de alianza en 1905, la Royal Navy redujo su presencia en la Estación de China y retiró todos los acorazados de la misma. Como resultado, el Ocean y el acorazado Centurion partieron de Hong Kong en compañía el 7 de junio de 1905 y recalaron en Singapur, donde se reunieron con los buques gemelos del Ocean, el Albion y el Vengeance. Los cuatro acorazados partieron de Singapur el 20 de junio de 1905 y regresaron juntos a su nueva base, llegando a Plymouth el 2 de agosto de 1905. El Ocean pasó a la reserva en el astillero de Chatham. El Ocean regresó a la comisión completa el 2 de enero de 1906 para servir en la Flota del Canal, sometiéndose a reacondicionamientos en Chatham de enero a marzo de 1907 y de abril a junio de 1908. El 2 de junio de 1908, el Ocean volvió a ser comisionado para el servicio en la Flota del Mediterráneo, sometiéndose a un reacondicionamiento en Malta en 1908-1909, durante el cual recibió equipo de control de fuego. El 16 de febrero de 1910 fue transferido a la 4.ª División de la nueva Home Fleet. Se sometió a reformas en Chatham en 1910 y 1911-1912. En 1913-1914, estuvo destinado en Pembroke Dock, Gales, como parte de la 3.ª Flota.

### Primera Guerra Mundial
Cuando estalló la Primera Guerra Mundial, el Ocean fue asignado al 8.º Escuadrón de Batalla de la Flota del Canal, al que se unió el 14 de agosto de 1914, ya bajo las órdenes del que sería su último capitán al mando, Arthur Hayes-Sadler.El buque fue destacado en Queenstown (Irlanda) el 21 de agosto para servir como buque de guardia allí y para apoyar a un escuadrón de cruceros que operaba en esa área. En septiembre de 1914, se le ordenó relevar a su buque gemelo Albion en la Estación Cabo Verde-Islas Canarias, pero mientras estaba en ruta fue desviado, primero a Madeira y luego a las Azores. La amenaza de la Escuadra alemana de Asia Oriental y el crucero independiente SMS Königsberg, que seguían en libertad, obligó al Almirantazgo a redirigir el Ocean de nuevo, a la Estación de las Indias Orientales, para apoyar a los cruceros en servicio de convoy en Oriente Medio. A ella se unió el crucero protegido Minerva.
De octubre a diciembre de 1914, sirvió como buque insignia de la escuadra en el Golfo Pérsico apoyando las operaciones contra Basora. Durante este período, escoltó un convoy de tropas indias a Baréin a mediados de octubre; el convoy había partido de la India el 16 de octubre, y el Ocean se reunió con el convoy en el mar tres días después para hacerse cargo de las tareas de escolta. Después de la llegada del convoy el 3 de noviembre, el Ocean comenzó a hacer preparativos para el ataque a Basora. Numerosas embarcaciones pequeñas fueron armadas para entrar en el Shatt al-Arab, estuario que conduce a la ciudad. El primer objetivo era silenciar la antigua fortaleza de Al-Faw. El 5 de noviembre, Gran Bretaña declaró la guerra al Imperio Otomano, y a la mañana siguiente, el Ocean comenzó el bombardeo de Al-Fao. Un grupo de desembarco de 600 hombres, algunos de los cuales provenían del destacamento de Royal Marines del Ocean, irrumpió en la fortaleza y la capturó, sin encontrar resistencia.
En diciembre de 1914, fuerzas terrestres apoyadas por el Ocean habían avanzado hacia Al-Qurnah, en la confluencia del Éufrates y el Tigris, lo que permitió al Almirantazgo recuperar el Ocean para otros fines. En consecuencia, fue destinado a Suez (Egipto) para ayudar en la defensa del Canal de Suez, llegando allí el 29 de diciembre. Fondeó en la desembocadura del extremo sur del canal el 29 de diciembre y permaneció en esa zona hasta mediados de enero de 1915, cuando se dirigió hacia el norte por el canal. El 3 y 4 de febrero, el Ocean y el crucero mercante armado Himalaya apoyaron a las tropas terrestres contra un ataque otomano en el canal en las cercanías de El Kubri. Más tarde, el día 3, después de que el ataque otomano en El Kubri hubiera sido derrotado, el Ocean fue enviado al Gran Lago Amargo, en las cercanías de la actual Base Aérea de Deversoir, para proporcionar apoyo de artillería, pero los ataques otomanos fueron insignificantes. Al día siguiente, el asalto otomano había fracasado por completo.

#### Batalla de Galípoli

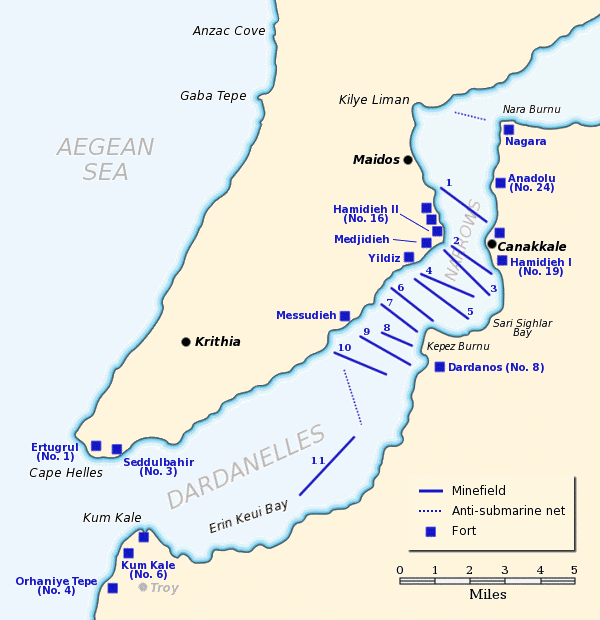
Mapa mostrando las defensas otomanas en los Dardanelos en 1915

El Ocean se trasladó a los Dardanelos a finales de febrero de 1915 para participar en la campaña de los Dardanelos. El 28 de febrero, participó en un intento de suprimir las defensas otomanas en los Dardanelos dirigidas por el almirante John de Robeck; los acorazados Albion y Triumph lideraron la operación, y se les encomendó la tarea de neutralizar la fortaleza n.º 8 reconstruida junto a las ruinas de Dardania, mientras que el Ocean y el Majestic los apoyaron mediante baterías de cañones de campaña móviles que habían demostrado ser problemáticos en intentos anteriores de neutralizar las defensas otomanas. Inicialmente, el Ocean intentó localizar cañones que habían estado activos en las cercanías de Sedd el Bahr (fortaleza n.º 3 del mapa adjunto) antes de avanzar con el Majestic y ser atacado por varias baterías otomanas, incluidos obuses alrededor de Erenköy. Los acorazados británicos finalmente silenciaron los cañones, pero solo temporalmente; tan pronto como los barcos se dirigieron a otros objetivos, los cañones otomanos abrieron fuego de nuevo. Mientras tanto, el Albión y el Triumph se habían acercado a la fortaleza de junto a las ruinas de Dardania, pero fueron atacados intensamente por los cañones otomanos en el lado europeo del estrecho, incluida la fortaleza de Erenköy, y se vieron obligados a dar un rodeo para evitar recibir impactos. Incapaces de enfrentarse en estas condiciones, los barcos abrieron fuego contra los cañones en Erenköy consiguiendo que el fuego otomano disminuyera. El Ocean y el Majestic se acercaron en un intento de atacar la zona de Dardania, pero los buques también fueron objeto de un intenso fuego artillero desde Erenköy, y de Robeck ordenó nuevamente una retirada. El único éxito se produjo después de que los cuatro acorazados se retiraran del estrecho y un grupo de desembarco del Triumph desembarcara e inutilizara varios cañones ligeros. La incapacidad de las flotas británica y francesa para neutralizar los cañones móviles de campaña convenció al mando aliado de que la única forma de avanzar sería realizar un gran asalto anfibio para despejar los cañones por tierra.
Apoyó el desembarco en Sedd el Bahr el 4 de marzo. Estos consistían en dos compañías de marines, cada una de las cuales desembarcaba en su playa. El Ocean se encargó de apoyar a la compañía del norte que desembarcó en Sedd el Bahr. El grupo del sur, encargado de capturar la ciudad costera de Kumkale, fue objeto de un intenso fuego tan pronto como desembarcaron. El grupo del norte encontró una resistencia similar, pero los artilleros del Ocean, más experimentados por sus operaciones en Basora el año anterior, demostraron ser más efectivos que los otros barcos. Sin embargo, ambas compañías se vieron obligadas a retirarse, en gran parte porque eran demasiado pequeñas para romper las defensas otomanas. El 6 de marzo se produjo otro bombardeo; el Ocean y el acorazado Agamemnon tenían la tarea de cubrir al poderoso acorazado superdreadnought Queen Elizabeth mientras se enfrentaba a las baterías de artillería otomanas. Después de un día de bombardeo, los británicos enviaron dragaminas para tratar de despejar los campos minados que bloqueaban el estrecho, y el Ocean, el Majestic y varios destructores se encargaron de protegerlos. A pesar del intenso bombardeo, las defensas otomanas estaban en gran parte intactas, e incluso el fuego concertado desde el Ocean y otros barcos no pudo suprimir los cañones o sus luces de búsqueda. A primera hora del 7 de marzo, los británicos se vieron obligados a retirarse.
El parte oficial del Almirantazgo del 9 de marzo relataba lo siguiente en relación al buque en aquellos días:

«El día 5 el Triumph, el Occean [sic] y el Albion penetraron en el estrecho y atacaron el fuerte número 8 [Dardanus] y las baterías de Roca Blanca. Los morteros y las piezas de campaña de los fuertes contestaron.» [...]
«El día 6, el Queen Elizabeth, sostenido por el Agammenon y el Occean [sic], comenzó el ataque del fuerte Hamidié-Tabia, defendido por dos piezas de 14 pulgadas y siete de 4, y del fuerte Hamidié III, al que defendían dos piezas de 14 pulgadas, una de 9-4, una de 8-2 y cuatro de 5-9»
Parte oficial del Almirantazgo británico del 9 de marzo de 1915

#### Hundimiento
El 18 de marzo, la flota anglo-francesa ideó un gran ataque contra las defensas otomanas; el Ocean se unió a diez acorazados británicos y un crucero de batalla y cuatro acorazados franceses para la operación. El plan requería que los acorazados entraran en los estrechos y anularan las fortalezas mientras los dragaminas despejaban un canal en el cuerpo de agua minado por los otomanos. Al mismo tiempo, los barcos de transporte al otro lado del estrecho realizarían una demostración para convencer a los otomanos de que iban a desembarcar tropas; los comandantes de la Entente esperaban que esto controlara los cañones móviles otomanos. Inicialmente, los barcos británicos lograron infligir graves daños a las fortalezas, pero el acorazado Formidable y luego el crucero de batalla Inflexible comenzaron a sufrir graves daños por parte de las baterías costeras. Los acorazados franceses también comenzaron a sufrir daños, y el acorazado Bouvet chocó contra una mina y explotó. Más tarde, ese mismo día, el Irresistible fue inutilizado por una mina en la bahía de Erenköy. Una vez que se hizo evidente que el barco no podía ser salvado, toda su tripulación superviviente fue retirada por los destructores, excepto su oficial al mando y algunos voluntarios que intentaban mantenerlo a flote. El Ocean fue enviado para remolcarlo, pero encalló durante el intento y, después de liberarse, le resultó imposible remolcar al Irresistible debido a las aguas poco profundas, la creciente escora del Irresistible y el intenso fuego enemigo. El Ocean luego se llevó a los miembros restantes de la tripulación del Irresistible y abandonó el acorazado abandonado a su suerte; el Irresistible se hundió sin ser observado por las fuerzas aliadas, alrededor de las 19:30.
Mientras se retiraba con los supervivientes del Irresistible a bordo, el propio Ocean fue alcanzado por un proyectil de artillería disparado por Seyit Çabuk, un artillero del ejército otomano, y golpeó una mina a la deriva alrededor de las 19:00.  Sus carboneros y pasadizos de estribor se inundaron, su sistema de gobierno se atascó con fuerza a babor y tomó una escora de 15° a estribor. Fue atacado desde la costa y comenzó a recibir impactos, lo que inundó su sala de máquinas de estribor e impidió las reparaciones del sistema de gobierno. Los destructores británicos Jed, Colne y Chelmer se acercaron y se llevaron a su tripulación (y a los supervivientes del Irresistible) alrededor de las 19:30. Luego se desplazó hacia la bahía de Morto, todavía bajo fuego, y se hundió allí sin ser observado por las fuerzas aliadas alrededor de las 22:30. Cuando el destructor Jed entró en la bahía más tarde esa noche para hundir el Ocean y el Irresistible con torpedos para que no pudieran ser capturados por las fuerzas otomanas, los dos acorazados ya no pudieron ser avistados.
Del periplo del Ocean aquel 18 de marzo, el parte oficial del Almirantazgo del día posterior relataba lo siguiente:

«A las diez y cuarenta y cinco minutos de la mañana, el Queen Elizabeth, el Agamennon, el HMS Inflexible y el Lord Nelson bombardearon los fuertes de Kilid-Bahr y Tchanak, mientras que el Triumph y el Prince George cañoneaban las baterías de Naher-Guyan, Deguirmen-Burn, Hamidié y Sultanié.»[...]
«A las doce y veintidós, el Suffren, el Gaulois, el Charlemagne y el Bouvet, se internaron en los Dardanelos y atacaron los fuertes de alcance pequeño, respondiéndoles vigorosamente los anteriormente citados de Kilid-Bahr y Tchanak.»
«Los diez acorazados aliados fueron alcanzados por los proyectiles enemigos, pero redujeron los fuertes al silencio.»
«A la una y veinticinco minutos de la tarde cesó el fuego en todos los frentes.»
«El Vengeance, el Irresistible, el Occean [sic], el Swiftsure y el Majestic se lanzaron hacia el interior del estrecho para reemplazar a los acorazados averiados. [...]»
«A las seis y cinco minutos el Occean [sic] se hundía igualmente por haber chocado contra una mina.»
«Estos dos acorazados se hundieron [refieriéndose también al Irresistible] en sitio donde el mar es profundo, no obstante lo cual, la casi totalidad de sus tripulantes fue transportada a lugar seguro en medio de un fuego violentísimo.»
Parte oficial del Almirantazgo británico del 19 de marzo de 1915